# Chemin du Parc-de-Charonne
Le chemin du Parc-de-Charonne est une voie du 20e arrondissement de Paris, en France.

## Situation et accès
Le chemin du Parc-de-Charonne est une voie publique située dans le 20e arrondissement de Paris. Il débute au 5 bis, rue des Prairies et se termine au 2, rue Stendhal.

## Origine du nom

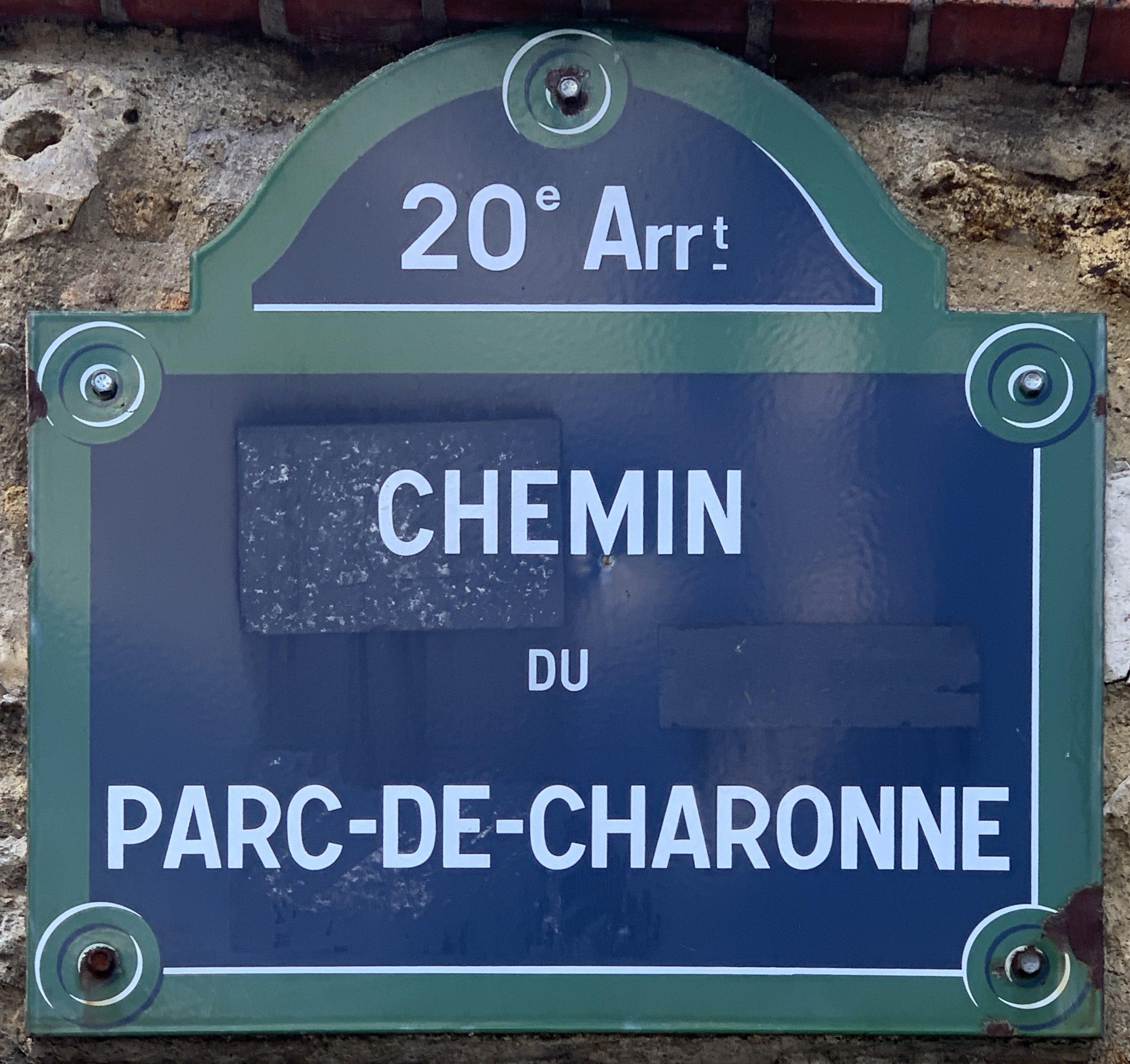
Plaque de la voie.

Cette voie est un ancien chemin qui aboutissait au château de Charonne.

## Historique
Cette voie, formée sur l'ancien parc du château de Charonne qui donnait accès à ce château, est tracée sur le plan cadastral de 1812 de la commune de Charonne sous sa dénomination actuelle. Cette ancienne allée était à l'origine plantée de marronniers et aboutissait perpendiculairement à la façade principale du château.
Ce chemin a séparé pendant un temps le cimetière de Charonne, dont il longe un côté, de son annexe située de l'autre côté.
La partie qui finissait en impasse au-delà de la rue Stendhal a été dénommée « rue Lucien-Leuwen ».

## Bâtiments remarquables et lieux de mémoire
- Cimetière de Charonne.